# Reichsrat
O Reichsrat da República de Weimar era a câmara alta de facto do parlamento alemão; a câmara baixa era o Reichstag eleito pelo povo. Os membros do Reichsrat foram nomeados pelos governos estaduais alemães para representar os seus interesses na legislação e na administração da nação a nível federal. Os seus poderes eram relativamente limitados, tornando-o consideravelmente mais fraco do que o seu antecessor, o Bundesrat do Império Alemão (1871-1918). Poderia introduzir legislação para o Reichstag considerar e vetar as leis que aprovou, mas os vetos poderiam ser anulados. O Reichsrat também desempenhou um papel na administração e implementação das leis do Reich.
Depois que os nazistas assumiram o controle em 1933, centralizaram todo o poder, incluindo o dos estados. O Reichsrat não tinha mais função a desempenhar e foi dissolvido por lei em 14 de fevereiro de 1934.

## Composição
O Reichsrat era composto por representantes dos dezoito estados alemães, cujos governos nomeavam os seus membros. De acordo com o artigo 63 da Constituição de Weimar, “os estados serão representados no Reichsrat por membros dos seus ministérios”.  Todos os deputados do Reichsrat tinham um mandato imperativo – isto é, estavam sujeitos a instruções do órgão governamental que os nomeara.  O número de representantes dos estados constituintes baseou-se na sua população. O Artigo 61 garantia a cada estado pelo menos um voto e, portanto, um membro.  No caso dos estados maiores, foi originalmente atribuído um voto para cada milhão de habitantes. Uma lei do Reich de 24 de março de 1921 reduziu o número para cada 700 000 habitantes e estabeleceu que um restante de pelo menos 350 000 habitantes fosse contado como 700 000.  Nenhum estado foi autorizado a ter mais de dois quintos de todos os votos ou membros.
A Prússia, cuja população teria justificado ter pouco mais de sessenta por cento dos votos do Reichsrat, foi o único estado afetado pelo máximo de dois quintos. A sua posição ainda forte foi ainda mais enfraquecida a partir de 14 de julho de 1921, quando, ao abrigo de uma lei estadual referida no artigo 63.º, metade dos seus membros teve de ser escolhido pelas associações provinciais das províncias prussianas e não pelo governo estadual.  (Uma associação provincial prussiana (Provinzialverband) era um órgão de governo autônomo local acima dos municípios e dos distritos rurais e urbanos.) Esta Clausula antiborussica (“cláusula antiprussiana”), ao evitar que o governo estadual da Prússia exercesse muita influência, pretendia alcançar uma certa justiça em relação aos estados menores que tinham menos votos.

## Distribuição de votos no Reichsrat por Estado
| Estado                | 15 de agosto de 1919 | 1 de maio de 1920 | 14 de julho de 1921 | 15 de maio de 1926 | 1 de abril de 1929 |
| --------------------- | --- | --- | --- | --- | --- |
| Prússia               | 25 | 22 | 26 | 27 | 26 |
| Baviera               | 7 | 7 | 10 | 11 | 11 |
| Saxônia               | 5 | 5 | 7 | 7 | 7 |
| Württemberg           | 3 | 3 | 4 | 4 | 4 |
| Baden                 | 3 | 3 | 3 | 3 | 3 |
| Turíngia (a)          | 7 | 2 | 2 | 2 | 2 |
| Hesse                 | 2 | 2 | 2 | 2 | 2 |
| Hamburgo              | 1 | 1 | 2 | 2 | 2 |
| Anhalt                | 1 | 1 | 1 | 1 | 1 |
| Brunsvique            | 1 | 1 | 1 | 1 | 1 |
| Brema                 | 1 | 1 | 1 | 1 | 1 |
| Lippe                 | 1 | 1 | 1 | 1 | 1 |
| Lübeck                | 1 | 1 | 1 | 1 | 1 |
| Mecklemburgo-Schwerin | 1 | 1 | 1 | 1 | 1 |
| Mecklemburgo-Strelitz | 1 | 1 | 1 | 1 | 1 |
| Oldemburgo            | 1 | 1 | 1 | 1 | 1 |
| Schaumburg-Lippe      | 1 | 1 | 1 | 1 | 1 |
| Waldeck-Pyrmont (b)   | 1 | 1 | 1 | 1 | - |
| Totais                | 63 | 55 | 66 | 68 | 66 |
| Notas                 | - (a) Cada um dos sete estados (Reuss, Saxe-Altenburg, Saxe-Gotha, Saxe-Meiningen, Saxe-Weimar-Eisenach, Schwarzburg-Rudolstadt e Schwarzburg-Sondershausen) tiveram um assento até 1 de maio de 1920, quando se fundiram para formar a Turíngia, à qual foram atribuídos 2 assentos. - (b) Em 30 de novembro de 1921, Pyrmont fundiu-se com a Prússia; Waldeck seguiu em 1º de abril de 1929. | - (a) Cada um dos sete estados (Reuss, Saxe-Altenburg, Saxe-Gotha, Saxe-Meiningen, Saxe-Weimar-Eisenach, Schwarzburg-Rudolstadt e Schwarzburg-Sondershausen) tiveram um assento até 1 de maio de 1920, quando se fundiram para formar a Turíngia, à qual foram atribuídos 2 assentos. - (b) Em 30 de novembro de 1921, Pyrmont fundiu-se com a Prússia; Waldeck seguiu em 1º de abril de 1929. | - (a) Cada um dos sete estados (Reuss, Saxe-Altenburg, Saxe-Gotha, Saxe-Meiningen, Saxe-Weimar-Eisenach, Schwarzburg-Rudolstadt e Schwarzburg-Sondershausen) tiveram um assento até 1 de maio de 1920, quando se fundiram para formar a Turíngia, à qual foram atribuídos 2 assentos. - (b) Em 30 de novembro de 1921, Pyrmont fundiu-se com a Prússia; Waldeck seguiu em 1º de abril de 1929. | - (a) Cada um dos sete estados (Reuss, Saxe-Altenburg, Saxe-Gotha, Saxe-Meiningen, Saxe-Weimar-Eisenach, Schwarzburg-Rudolstadt e Schwarzburg-Sondershausen) tiveram um assento até 1 de maio de 1920, quando se fundiram para formar a Turíngia, à qual foram atribuídos 2 assentos. - (b) Em 30 de novembro de 1921, Pyrmont fundiu-se com a Prússia; Waldeck seguiu em 1º de abril de 1929. | - (a) Cada um dos sete estados (Reuss, Saxe-Altenburg, Saxe-Gotha, Saxe-Meiningen, Saxe-Weimar-Eisenach, Schwarzburg-Rudolstadt e Schwarzburg-Sondershausen) tiveram um assento até 1 de maio de 1920, quando se fundiram para formar a Turíngia, à qual foram atribuídos 2 assentos. - (b) Em 30 de novembro de 1921, Pyrmont fundiu-se com a Prússia; Waldeck seguiu em 1º de abril de 1929. |

## Organização
Embora o Reichstag fosse constitucionalmente obrigado a reunir-se anualmente (Artigo 24), o Reichsrat foi convocado sob a responsabilidade do governo do Reich. O Reichsrat também era presidido por um membro do governo (artigo 65), geralmente o ministro do Interior. 
O Reichsrat poderia formar comitês de seus membros. Os nomeados tinham direitos de voto iguais, embora nenhum estado pudesse ter mais de um voto numa comissão (Artigo 62). Dentro do Reichsrat, todos os membros, bem como os membros do governo do Reich, podiam apresentar moções; neste aspecto, diferia do antigo Bundesrat, no qual o governo do Reich não tinha direito de iniciativa. As moções foram decididas por maioria simples.

## Direitos
A constituição enumerou relativamente poucos poderes para o Reichsrat. Tinha o direito de: apresentar um projeto de lei para consideração, caso em que o governo do Reich foi autorizado a comentá-lo. Os artigos 68.º e 69.º, sob o título «Legislação Nacional», estabelecem:
Artigo 68: Os projetos de lei serão apresentados pelo Ministério Nacional [o governo do Reich] ou por membros do Reichstag. As leis nacionais serão promulgadas pelo Reichstag. Artigo 69: A apresentação de projetos de lei pelo Ministério Nacional exigirá o consentimento do Reichsrat. Se o Ministério Nacional e o Reichsrat não chegarem a acordo, o Ministério Nacional poderá, no entanto, apresentar o projeto de lei, mas deverá apresentar com ele a opinião divergente do Reichsrat. Se o Reichsrat aprovar um projeto de lei ao qual o Ministério Nacional não concorda, o Ministério deve apresentar tal projeto de lei no Reichstag acompanhado de uma expressão dos seus pontos de vista. 
- ser informado pelo governo do Reich sobre os negócios atuais do governo (Artigo 67)
- legislação de veto aprovada pelo Reichstag, embora o veto pudesse ser anulado por uma maioria de dois terços do Reichstag (Artigo 74).

## Avaliação da sua posição

Estados da República de Weimar. (Nota: nem Danzig nem o Sarre faziam parte da República)

Na tradição do federalismo alemão, o Reichsrat era a representação institucionalizada dos interesses dos estados a nível nacional. Principalmente porque tinha perdido o seu estatuto de igualdade no processo legislativo, o Reichsrat era menos importante do que o Bundesrat imperial, que tinha sido nominalmente o mais alto órgão constitucional do Império. Perdeu também a independência porque o governo do Reich não estava apenas no comando, mas também podia introduzir legislação directamente, enquanto o Bundesrat tinha sido teoricamente uma representação pura dos interesses dos estados soberanos (embora dominados pela Prússia) que a liderança do Reich tinha de seguir.
O Reichsrat tinha o direito de aconselhar e vetar legislação, mas o Reichstag podia anular o veto e era, portanto, nominalmente o mais forte dos dois órgãos parlamentares. Como o Reichstag tinha muitos partidos e não era fácil unificar dois terços dos votos, os partidos governantes no Reichstag geralmente tentavam chegar a um acordo prévio com o Reichsrat. O facto de o presidente do Reichsrat ser membro do governo do Reich também restringiu os direitos soberanos do Reichsrat: só poderia ser convocado se um terço dos seus membros o solicitasse ao governo do Reich (Artigo 64). Como o presidente do Reichsrat era um ministro do governo, o Reich também teve uma influência determinante no curso dos negócios do Reichrat.
O Reichsrat não era um órgão puramente legislativo. Uma vez que era necessário aprovar a maioria dos atos governamentais (Verordnungen), também participou da administração do Reich. Como resultado, os estados, apoiados pela experiência das suas burocracias ministeriais, foram capazes de exercer uma influência considerável na implementação das leis do Reich, que geralmente também executavam por sua própria autoridade. Devido à relativa estabilidade dos governos estaduais, o Reichsrat era visto como uma das últimas âncoras firmes das instituições de Weimar, especialmente na fase final da República, quando o Reichstag estava cada vez mais incapaz de agir.
O enfraquecimento do Reichsrat em comparação com a sua posição sob a constituição do Império Alemão faz parte da natureza geralmente mais centralizada da Constituição de Weimar, que expandiu significativamente a autoridade legislativa do Reich e os seus direitos de supervisão sobre os estados. A "soberania do Reich sobre os estados" que foi então assumida no direito constitucional, juntamente com as reformas do Ministro das Finanças Matthias Erzberger de 1919/20, que introduziram um imposto de rendimento nacional, levou a um enfraquecimento significativo da posição do constituinte afirma que não foi revertida até que a constituição da República Federal da Alemanha entrou em vigor em 1949. O seu Bundesrat segue o modelo do Reichsrat na sua composição e competências. Comparado ao Reichsrat, o Bundesrat da República Federal tem uma posição mais forte no que diz respeito às leis que requerem a sua aprovação (Zustimmungsgesetze), sobre o qual tem direito de veto absoluto, mas um direito mais fraco no que diz respeito a leis que não o fazem (Einspruchsgesetze). O Bundesrat pode vetá-los, mas o Bundestag pode anulá-los por maioria simples.

## Fim sob o Nazismo
No decurso da Ascensão de Hitler ao poder em 1933, os estados do Reich alemão passaram pelo processo de Gleichschaltung (nazificação). A Prússia foi assumida pelo governo do chanceler do Reich, Franz von Papen, no golpe de estado prussiano de 1932; com base no Decreto de Incêndio do Reichstag de 28 de fevereiro de 1933, o novo regime nazista estabeleceu governos liderados por comissários nomeados pelo Reich em todos os estados. Desde que os comissários nomearam membros do Reichsrat, os nazistas rapidamente obtiveram uma grande maioria que utilizou para carimbar a Lei de Concessão de Plenos Poderes aprovada pelo Reichstag em 24 de Março de 1933. A lei permitiu que Hitler, como chanceler, fizesse e aplicasse leis sem o envolvimento do parlamento.
A Lei Provisória sobre a Coordenação dos Estados com o Reich, de 31 de março de 1933 reduziu significativamente a influência dos parlamentos estaduais. Com a Lei sobre a Reconstrução do Reich (Gesetz über den Neuaufbau des Reichs) de 30 de janeiro de 1934, os parlamentos estaduais foram abolidos e os direitos soberanos dos estados transferidos para o Reich. Como a lei afetava a constituição, o Reichsrat, que até então consistia apenas de representantes nazistas, teve de aprová-la. Fê-lo na sua última sessão em 30 de janeiro de 1934. Como os estados eram agora apenas unidades administrativas do estado central, a sua representação perdeu o sentido. A abolição do Reichsrat foi então possível, uma vez que a Lei sobre a Reconstrução do Reich deu ao governo do Reich o direito de determinar o direito constitucional. O governo do Reich dissolveu formalmente o Reichsrat em 14 de fevereiro de 1934 através da Lei sobre a Abolição do Reichsrat (Gesetz über die Aufhebung des Reichsrats). Sob o regime nazista centralizado, não havia mais lugar para uma câmara representando os estados.

## Depois da Segunda Guerra Mundial
Na República Federal da Alemanha, o Bundesrat representa os estados desde 1949. Na antiga República Democrática Alemã (Alemanha Oriental), a Câmara dos Estados (Länderkammer) exerceu a função de 1949 a 1958.